# Asplenium harleyanum
Asplenium harleyanum är en svartbräkenväxtart som beskrevs av Louis Otto Kunkel. Asplenium harleyanum ingår i släktet Asplenium och familjen Aspleniaceae. Inga underarter finns listade.